# Hendrik Witbooi
Hendrik Witbooi (1830. – 29. listopada 1905.) bio je kralj naroda Nama, podplema Hotentoti. Živio je u današnjoj Namibiji. Njegovo lice je prikazano na novčanicama od 50, 100 i 200 namibijskih dolara.
Preci Hendrika Witbooia bili su vođe plemena Nama. Hendrik je rođen oko 1830. u mjestu Pela u današnoj Južnoafričkoj Republici. Školovao se u njemačkoj luteranskoj školi pričao je mnoge jezike uključujući i rodni nama jezik. Nakon što je gotovo poginuo u plemenskim sukobima, imao je viziju da je bio izabran od Boga da vodi svoj narod na sjever. Preselio na sjever 16. svibnja 1884., protiv volje svog oca. Nakon mnogih sukoba između plemena uspio je 1888. pobijediti u Gibeonu, te je počeo s ujedinjenem i drugih Nama plemena.
Dana 12. travnja 1893., dok su još spavali njegovo pleme je napadnuto od strane Nijemaca u Hornkranzu. Gotovo sve žene i djece su masakrirani, iako je Hendrik uspio pobjeći s većinom svojih ratnika. Borio se protiv Nijemaca, ali u borbi protiv drugih manjih plemana dobivao je potporu upravo njih.
Witbooi je ubijen u akciji 29. listopada 1905., u blizini Vaalgrasa.
Hendrik Witbooi je jedna od devet nacionalnih heroja Namibije. Tokom svoje inaguracije 2002. godine predsjednik Sam Nujoma istaknuo je da je Kaptan Hendrik Witbooi bio prvi afrički vođa koji je uzeo oružje protiv njemačkih imperijalista i stranih okupatora.

## Vanjske poveznice
- Dnevnick Hendrika Witbooia (ISBN 0-915118-12-2)